# ويليام توبياس
ويليام توبياس هو سياسي كندي، ولد في 10 مارس 1892، وتوفي في 16 أكتوبر 1941. مثل دائرة وينيبيغ من عام 1927 إلى عام 1932 في الهيئة التشريعية لمانيتوبا كعضو محافظ. 
ولد في موردن غي مانيتوبا، وتلقى تعليمه في وينيبيغ وفي جامعة مانيتوبا. اكتسب شهرة كعداء أثناء وجوده في الجامعة. خدم توبياس في قوة المشاة الكندية خلال الحرب العالمية الأولى وأصيب في معركة باشنديل، حيث تلقى الصليب العسكري على شجاعته. درس بعد الحرب في كلية الحقوق في مانيتوبا وأسس مكتبه الخاص في القانون. 
انتخب توبياس في المجلس التشريعي الإقليمي في انتخابات المقاطعات عام 1927. وهُزم عندما ترشح لإعادة انتخابه عام 1932. 
ساعد توبياس في تأسيس فرع موناش للفيلق الكندي للمحاربين اليهود القدامى، وشغل فيه منصب الرئيس حتى عام 1940. وتوفي في مستشفى دير لودج العسكري في وينيبيغ عن عمر يناهز 49 عامًا بعد صراع طويل مع المرض. 